# 北海道日本ハムファイターズの選手一覧
- 北海道日本ハムファイターズ > 北海道日本ハムファイターズの選手一覧
- 日本のプロ野球選手一覧 > 北海道日本ハムファイターズの選手一覧

北海道日本ハムファイターズの選手一覧（ほっかいどうにっぽんハムファイターズのせんしゅいちらん）は、北海道日本ハムファイターズに所属している選手・監督・コーチ、およびかつて所属していた選手の一覧である。

## 首脳陣

### 一軍
| 背番号 | 名前     | 役職                       |
| ------ | -------- | -------------------------- |
| 1      | 新庄剛志 | 監督                       |
| 77     | 林孝哉   | ヘッドコーチ               |
| 73     | 武田久   | 投手コーチ                 |
| 82     | 加藤武治 | 投手コーチ                 |
| 89     | 八木裕   | 打撃コーチ                 |
| 72     | 山田勝彦 | バッテリーコーチ           |
| 85     | 谷内亮太 | 内野守備走塁コーチ         |
| 80     | 森本稀哲 | 外野守備走塁コーチ         |
| 79     | 代田建紀 | データ分析担当兼走塁コーチ |

### 二軍
| 背番号 | 名前     | 役職                 |
| ------ | -------- | -------------------- |
| 90     | 稲葉篤紀 | 監督                 |
| 78     | 清水雅治 | 総合コーチ           |
| 83     | 浦野博司 | 投手コーチ           |
| 91     | 金子千尋 | 投手コーチ           |
| 92     | 江口孝義 | 投手コーチ           |
| 75     | 小田智之 | 打撃コーチ           |
| 81     | 横尾俊建 | 打撃コーチ           |
| 87     | 佐藤友亮 | 打撃コーチ           |
| 71     | 的場直樹 | バッテリーコーチ     |
| 74     | 岩舘学   | 内野守備走塁コーチ   |
| 76     | 紺田敏正 | 外野守備走塁コーチ   |
|        | 山中潔   | 捕手インストラクター |

## 所属選手

### 投手
| 背番号 | 選手名                 | 投 | 打 | 備考                            |
| ------ | ---------------------- | -- | -- | ------------------------------- |
| 12     | 矢澤宏太               | 左 | 左 |                                 |
| 13     | 生田目翼               | 右 | 右 |                                 |
| 14     | 加藤貴之               | 左 | 左 |                                 |
| 15     | 北山亘基               | 右 | 右 | 57から背番号変更                |
| 16     | 達孝太                 | 右 | 右 |                                 |
| 17     | 伊藤大海               | 右 | 左 |                                 |
| 18     | 山﨑福也               | 左 | 左 |                                 |
| 19     | 玉井大翔               | 右 | 右 |                                 |
| 20     | 上原健太               | 左 | 左 |                                 |
| 22     | 杉浦稔大               | 右 | 右 |                                 |
| 24     | 金村尚真               | 右 | 右 |                                 |
| 25     | 宮西尚生               | 左 | 左 |                                 |
| 26     | 田中正義               | 右 | 右 |                                 |
| 28     | 河野竜生               | 左 | 左 |                                 |
| 29     | 細野晴希               | 左 | 左 |                                 |
| 31     | 柴田獅子               | 右 | 左 | 2024年ドラフト1位               |
| 32     | 藤田琉生               | 左 | 左 | 2024年ドラフト2位               |
| 34     | 堀瑞輝                 | 左 | 左 |                                 |
| 35     | 浅利太門               | 右 | 右 | 2024年ドラフト3位               |
| 37     | 古林睿煬               | 右 | 右 | 新外国人                        |
| 40     | 福田俊                 | 左 | 左 |                                 |
| 41     | 福谷浩司               | 右 | 右 | 中日からFA移籍                  |
| 42     | アニュラス・ザバラ     | 右 | 右 |                                 |
| 45     | ドリュー・バーヘイゲン | 右 | 右 |                                 |
| 46     | 畔柳亨丞               | 右 | 右 |                                 |
| 48     | 齋藤友貴哉             | 右 | 右 |                                 |
| 51     | 石川直也               | 右 | 右 |                                 |
| 52     | 池田隆英               | 右 | 右 |                                 |
| 55     | 松浦慶斗               | 左 | 左 |                                 |
| 59     | 根本悠楓               | 左 | 左 |                                 |
| 62     | 清水大暉               | 右 | 右 | 2024年ドラフト4位               |
| 63     | 山城航太郎             | 右 | 右 | 2024年ドラフト6位               |
| 67     | 山本拓実               | 右 | 右 |                                 |
| 93     | 松岡洸希               | 右 | 右 | 育成選手からの支配下登録        |
| 94     | 福島蓮                 | 右 | 右 |                                 |
| 95     | 柳川大晟               | 右 | 右 |                                 |
| 96     | 孫易磊                 | 右 | 左 | 育成選手からの支配下登録        |
| 97     | 宮内春輝               | 右 | 右 | 育成選手からの支配下登録        |
| 113    | 加藤大和               | 左 | 左 | 育成選手                        |
| 114    | 松本遼大               | 右 | 右 | 育成選手                        |
| 115    | 清宮虎多朗             | 右 | 右 | 育成選手・楽天から移籍          |
| 121    | 川勝空人               | 右 | 右 | 育成選手・2024年育成ドラフト1位 |
| 122    | 澁谷純希               | 右 | 右 | 育成選手・2024年育成ドラフト2位 |
| 126    | 中山晶量               | 右 | 右 | 育成選手                        |
| 128    | 山本晃大               | 左 | 左 | 育成選手                        |
| 154    | 安西叶翔               | 右 | 右 | 育成選手・54から背番号変更      |
| 163    | 北浦竜次               | 左 | 左 | 育成選手・63から背番号変更      |

### 捕手
| 背番号 | 選手名                 | 投 | 打 | 備考                               |
| ------ | ---------------------- | -- | -- | ---------------------------------- |
| 2      | アリエル・マルティネス | 右 | 右 |                                    |
| 10     | 清水優心               | 右 | 右 |                                    |
| 23     | 伏見寅威               | 右 | 右 |                                    |
| 27     | 古川裕大               | 右 | 左 |                                    |
| 30     | 郡司裕也               | 右 | 右 |                                    |
| 33     | 進藤勇也               | 右 | 右 |                                    |
| 60     | 吉田賢吾               | 右 | 右 | ソフトバンクから現役ドラフトで移籍 |
| 64     | 田宮裕涼               | 右 | 左 |                                    |
| 98     | 梅林優貴               | 右 | 右 |                                    |
| 150    | マイカ与那嶺           | 右 | 右 | 育成選手・新外国人                 |

### 内野手
| 背番号 | 選手名     | 投 | 打 | 備考              |
| ------ | ---------- | -- | -- | ----------------- |
| 4      | 上川畑大悟 | 右 | 左 |                   |
| 5      | 野村佑希   | 右 | 右 |                   |
| 9      | 中島卓也   | 右 | 左 |                   |
| 21     | 清宮幸太郎 | 右 | 左 |                   |
| 38     | 石井一成   | 右 | 左 |                   |
| 39     | 有薗直輝   | 右 | 右 |                   |
| 43     | 水野達稀   | 右 | 左 |                   |
| 44     | 阪口樂     | 右 | 左 |                   |
| 49     | 若林晃弘   | 右 | 両 |                   |
| 54     | 山縣秀     | 右 | 右 | 2024年ドラフト5位 |
| 56     | 細川凌平   | 右 | 左 |                   |
| 58     | 奈良間大己 | 右 | 右 |                   |
| 65     | 明瀬諒介   | 右 | 右 |                   |
| 111    | 濵田泰希   | 右 | 右 | 育成選手          |

### 外野手
| 背番号 | 選手名               | 投 | 打 | 備考     |
| ------ | -------------------- | -- | -- | -------- |
| 7      | 松本剛               | 右 | 右 | 選手会長 |
| 8      | 淺間大基             | 右 | 左 |          |
| 36     | 宮崎一樹             | 右 | 右 |          |
| 50     | 五十幡亮汰           | 右 | 左 |          |
| 53     | 水谷瞬               | 右 | 右 |          |
| 61     | 今川優馬             | 右 | 右 |          |
| 66     | 万波中正             | 右 | 右 |          |
| 68     | 星野ひので           | 右 | 右 |          |
| 99     | フランミル・レイエス | 右 | 右 |          |
| 112    | 平田大樹             | 右 | 左 | 育成選手 |
| 125    | 藤田大清             | 右 | 左 | 育成選手 |
| 127    | 山口アタル           | 右 | 右 | 育成選手 |

## 退団・移籍した選手
セネタース、東急、急映、東映、日拓時代および日本ハムファイターズ時代を含む。名前は選手として在籍した最終年の登録名を基準とする。

### あ行
あ
- ロビー・アーリン（2021）
- 相沢邦昭（1958）
- 相本和則（1973 - 1976）
- 青野修三（1962 - 1969）
- 赤田将吾（2013 - 2014）
- 赤根谷飛雄太郎（1948 - 1949）
- 秋村謙宏（1996 - 1997）
- 秋吉亮（2019 - 2021）
- 阿久根鋼吉（1999 - 2005）
- 浅沼寿紀（2008 - 2013）
- 浅原直人（1952 - 1955）
- 阿佐美勝義（1964 - 1965）
- 芦苅達雄（1961 - 1965）
- 足立亘（1994）
- 厚澤和幸（1995 - 2003）
- ミチェル・アブレイユ（2013途 - 2014途）
- 阿部和広（2022 - 2024）
- 荒井昭吾（1991 - 1999）
- 荒井修光（1996 - 2003）
- 新垣勇人（2013 - 2018）
- 荒木健治（1949）
- 荒張裕司（2010 - 2016）
- 荒船洋資（1970 - 1972）
- 有倉雅史（1990 - 1995）
- 有原航平（2015 - 2020）
- アリスメンディ・アルカンタラ（2022 - 2023）
- オズワルド・アルシア（2018）
- エリック・アルモンテ（2005）
- ボブ・アレキサンダー（1959途 - 終了）
- アンソニー・カーター（2014途 - 終了）
- 安藤順三（1954 - 1970）
- 安藤元博（1962 - 1964）

い
- 飯尾為男（1957 - 1959）
- 飯島滋弥（1946 - 1948）
- マイク・イースラー（1988途 - 1989）
- 飯山裕志（1998 - 2017）
- 家村相太郎（1946）
- 五十嵐明（1988 - 1991）
- 五十嵐信一（1978 - 1996）
- 井口和朋（2016 - 2023）
- 池沢義行（1965）
- 池田剛基（2003 - 2005）
- 池田力（1949 - 1951）
- 生駒雅紀（1997 - 2003）
- 石井邦彦（1978 - 1982）
- 石井丈裕（1998 - 1999）
- 石井輝比古（1968 - 1971）
- 石井博明（1977）
- 石井裕也（2010途 - 2018）
- 石川慎吾（2012 - 2016）
- 石川進（1957）
- 石川賢（1992 - 1993）
- 石川緑（1968）
- 石川陽造（1962 - 1967）
- 石川亮（2014 - 2022）
- 石原碩夫（1961 - 1964）
- 石原照夫（1956 - 1960）
- 石原光男（1946）
- 石本努（1991 - 2005）
- 櫟信平（1949）
- 市川卓（2005 - 2012）
- 市川友也（2014 - 2018途）
- 市橋秀彦（1976 - 1978）
- 井出竜也（1994 - 2003）
- 糸井嘉男（2004 - 2012）
- 伊藤晃（1983）
- 伊東邦男（1962 - 1965）
- 伊藤庄七（1953途 - 1954）
- 伊藤剛（1999 - 2009）
- 伊藤万喜三（1950 - 1951）
- 伊藤芳明（1966 - 1969）
- 糸数敬作（2007 - 2013）
- 稲垣正夫（1957 - 1964）
- 稲川豪一（1950）
- 稲田直人（2004 - 2009）
- 稲葉篤紀（2005 - 2014）
- 乾真大（2011 - 2016途）
- 井上健仁（1964 - 1966）
- 井上晃二（1979 - 1983）
- 井上弘昭（1981 - 1984）
- 井上正晴（1968 - 1970）
- 井上安雄（1956）
- 井上嘉弘（1948）
- 井野川利春（1949）
- 井場友和（2001 - 2006）
- 今井圭吾（1997 - 2002）
- 今井順之助（2017 - 2021）
- 今井務（1970 - 1973）
- 今井康夫（1958 - 1960）
- 今関勝（1993 - 2000）
- 今田三喜男（1950）
- 今津光男（1976）
- 今浪隆博（2007 - 2014途）
- 今成亮太（2006 - 2012途）
- 今西錬太郎（1954 - 1955）
- 入来祐作（2004 - 2005）
- 岩井隆之（1982 - 1988）
- 岩切正男（1963途 - 1966）
- 岩崎清隆（1970 - 1973）
- 岩崎忠義（1981）
- 岩下光一（1962 - 1971）
- 岩下修壱（2006途 - 終了）
- 岩舘学（2010 - 2013）
- 岩名健治（1961 - 1963）
- 岩本勉（1990 - 2005）
- 岩本義行（1956 - 1957）

う
- シャノン・ウィッテム（1999 - 2000途）
- ウォルト・ウィリアムス（1976 - 1977）
- ナイジェル・ウィルソン（1997 - 2001）
- ライアン・ウィング（2009）
- マット・ウインタース（1990 - 1994）
- 上岡良一（1989 - 1992）
- 上田佳範（1992 - 2005）
- 上野響平（2020 - 2022）
- 上野重雄（1953途 - 1954）
- 上野武彦（1955 - 1956）
- 植村祐介（2007 - 2013）
- 鵜飼克雄（1974 - 1976）
- 鵜久森淳志（2005 - 2015）
- 宇佐見真吾（2019途 - 2023途）
- 宇佐美塁大（2013 - 2017）
- 丑山努（1985 - 1997）
- 宇田東植（1972 - 1981）
- 内田順三（1975 - 1976）
- 内田哲（1959 - 1960）
- 内田直二（1989 - 1995）
- 内山巌（1958）
- 内山正博（1990 - 1995）
- 内山雄介（2007 - 2008）
- 梅田邦三（1980途 - 終了）
- 浦野博司（2014 - 2020）
- 瓜生秀文（1970 - 1971）
- ブライアン・ウルフ（2010 - 2013）
- 上沢直之（2012 - 2023）
- 運天ジョン・クレイトン（2010 - 2014）
- 海野尚武（1954 - 1957）

え
- 江上重孝（1955）
- 江越大賀（2023 - 2024）
- 江尻慎太郎（2002 - 2010途）
- エドウィン・エスコバー（2017 - 2017途）
- 江田幸一（1973 - 1979）
- エンジェル・エチェバリア（2003 - 2004）
- エディ武井（1960 - 1961）
- 江藤晴康（1955）
- 衛藤雅登（1973）
- 江夏豊（1981 - 1983）
- 榎下陽大（2011 - 2017）
- 海老原一佳（2019 - 2021）
- 江本孟紀（1971）
- 遠藤良平（2000 - 2001）

お
- 及川美喜男（1987 - 1988）
- 大石勝彦（1969 - 1971）
- 大貝恭史（1994 - 2002）
- 大川章（1989）
- 大木董四郎（1946）
- 大沢紀三男（1947）
- 大沢喜好（1946途 - 1947）
- 大沢清（1949）
- 大沢勉（1971 - 1976）
- 大下剛史（1967 - 1974）
- 大下弘（1946 - 1952途）
- 大嶋匠（2012 - 2018）
- 大島秀晃（1978 - 1980）
- 大島康徳（1988 - 1994）
- 大杉勝男（1965 - 1974）
- 太田賢吾（2015 - 2018）
- 大田泰示（2017 - 2021）
- 太田敏行（1957）
- 大田勇治（1991 - 1992）
- 太田義次（1947）
- 大谷翔平（2013 - 2017）
- 大塚豊（2010 - 2016）
- 大土富雄（1961 - 1962）
- 大西正裕（1977 - 1978）
- 大野奨太（2009 - 2017）
- 大野文男（1949）
- 大野芳一（1955 - 1956）
- 大羽進（1972）
- 大橋穣（1969 - 1971）
- 大畑庄作（1951 - 1957）
- 大畑徹（1986 - 1987）
- 大引啓次（2013 - 2014）
- 大平成一（2008 - 2011）
- ケビン・オーミー（2000 - 2001途）
- 大宮龍男（1977 - 1987）
- 大村高史（1954 - 1955）
- 大室勝美（1973 - 1976）
- 大累進（2016途 - 2018）
- 岡大海（2014 - 2018途）
- 小笠原道大（1997 - 2006）
- 岡持和彦（1970 - 1988）
- 岡島秀樹（2006途 - 終了）
- 岡嶋博治（1967）
- 岡田忠弘（1958 - 1962）
- 緒方俊明（1952途 - 1955）
- 小形利文（1971 - 1974）
- 岡部憲章（1977 - 1987）
- 岡村浩二（1972 - 1974）
- 岡本哲司（1990途 - 1996）
- 岡本透（1995途 - 終了）
- 小川健太郎（1954 - 1955）
- 小川浩一（1988 - 1998）
- 小川淳司（1992）
- 沖泰司（1986 - 1990）
- 荻原修（1978 - 1984）
- 尾崎匡哉（2003 - 2014）
- 尾崎行雄（1962 - 1973）
- 長田博幸（1978 - 1985）
- 押本健彦（2004 - 2007）
- 小田智之（1998 - 2009）
- 小田英明（1982）
- 小田義人（1975 - 1977）
- 落合勤一（1966 - 1970）
- 落合博満（1997 - 1998）
- 小野拓（1954 - 1955）
- 小野寺克男（1954 - 1958）
- 尾鼻晃吉（1983 - 1984）
- シャーマン・オバンドー（1999途 - 2002・2004途 - 2005途）
- ウィルフィン・オビスポ（2011）
- 小俣進（1985）
- 小山桂司（2006 - 2008）
- 小山田健一（1969 - 1975）
- ラファエル・オレラーノ（1998 - 2000途）

### か行
か
- バディ・カーライル（2010）
- 柿木蓮（2019 - 2024）
- 柿崎幸男（1975 - 1980）
- 鍵谷康司（1976 - 1982）
- 鍵谷陽平（2013 - 2019・2024）
- 筧文夫（1975 - 1978）
- 柏原純一（1978 - 1985）
- 片岡篤史（1992 - 2001）
- 片岡建（1970 - 1975）
- 片岡奨人（2020 - 2022）
- 片岡照七（1949 - 1952）
- 片山博（1948 - 1949）
- 加藤豪将（2023 - 2024）
- 加藤正二（1948）
- 加藤譲司（1969 - 1970）
- 加藤武治（2010 - 2011）
- 歌藤達夫（2007途 - 2008）
- 加藤竜人（2001 - 2005）
- 加藤太郎（1954 - 1955）
- 加藤俊夫（1972 - 1981）
- 加藤政義（2010 - 2013）
- 金澤健人（2007途 - 2008）
- 金沢次男（1986 - 1989）
- 金森敬之（2004 - 2012）
- 金山勝巳（1953 - 1962）
- 金山次郎（1948）
- 金石昭人（1992 - 1997）
- 金子和三郎（1950 - 1952途）
- 金子貴博（1992 - 1996）
- 金子千尋（2019 - 2022）
- 金子誠（1994 - 2014）
- 金子洋平（2007 - 2009）
- 金田留広（1969 - 1973）
- 金平将至（2014 - 2016）
- 金村曉（1995 - 2007）
- 鎌倉健（2003 - 2007）
- 鎌野裕（1972 - 1973）
- 上口政（1946 - 1947）
- 上垣内誠（1975 - 1977）
- 神島崇（2000 - 2003）
- 神谷定男（1950・1953 - 1956）
- 神山栄作（1950 - 1951）
- 鴨川清（1973 - 1974）
- ビクター・ガラテ（2015 - 2015途）
- 苅田久徳（1947 - 1948）
- ジョージ・カルバー（1975途 - 終了）
- 川崎義通（1968 - 1971）
- 川島慶三（2006 - 2007）
- 河瀬雅英（1978 - 1979）
- 河知治（1955）
- 河津宏紀（1959 - 1961）
- 川名慎一（1989 - 1997）
- 河野秀数（2013 - 2015）
- 川原昭二（1975 - 1989）
- 川邉忠義（1996 - 1997）
- 川村正太郎（1987 - 1989）
- 川本智徳（1978 - 1984）
- 河本育之（2004途 - 終了）
- 河原田明（1959 - 1963）
- ジョン・ガント（2022 - 2023途）
- 上林繁次郎（1949 - 1951）
- フランク・カンポス（1994 - 1994途）

き
- 木織武美（1961 - 1963）
- 木川再一（1958 - 1959）
- 菊地和正（2005 - 2011）
- 木佐貫洋（2013 - 2015）
- 岸里亮佑（2014 - 2019）
- 北篤（2013 - 2015途）
- 木田勇（1980 - 1985）
- 木田優夫（2010 - 2012）
- 北安博（1987途 - 1988）
- 北川桂太郎（1946 - 1949）
- 北林正沖（1946）
- 木下達生（2006 - 2010）
- 木村軍治（1957 - 1961）
- 木村悟（1983 - 1986）
- 木村孝（1981 - 1987）
- 木村拓也（1991 - 1994）
- 木村富雄（1950 - 1951）
- 木村広（1984）
- 木村文紀（2021途 - 2023）
- 木元邦之（2001 - 2007途）
- 清原初男（1949）
- 桐山明佳（1989 - 1992）
- 金城博和（1981 - 1986）
- 金城政夫（1951 - 1952途）

く
- 葛川健司（1979 - 1985）
- 工藤隆人（2005 - 2008）
- 工藤幹夫（1979 - 1986・1988）
- 国木彦林（1950）
- 国沢道雄（1979 - 1982）
- 久保俊巳（1977 - 1979）
- 久保田治（1955 - 1965）
- 久保田一（1968 - 1973）
- 久保寺昭（1950）
- 熊耳武彦（1946 - 1948）
- 公文克彦（2017 - 2021途）
- アンディ・グリーン（2007 - 2007途）
- ボブ・クリスチャン（1971 - 1972）
- ライアン・グリン（2007 - 2008）
- トミー・クルーズ（1980 - 1985）
- 黒尾重明（1946 - 1949）
- DT.クローマー（2002 - 2003）
- 黒木純司（1996 - 2001）
- 黒木実（1976 - 1977）
- 黒木優太（2024）
- 黒崎武（1959 - 1967）
- キップ・グロス（1994途 - 1998）
- マイケル・クロッタ（2014 - 2015）
- 黒羽根利規（2017途 - 2020）
- 桑名重治（1950 - 1954）

け
- マイク・ケキッチ（1974途 - 終了）
- ボビー・ケッペル（2010 - 2013）

こ
- 河野博文（1985 - 1995）
- 郡拓也（2017 - 2024途）
- 小坂敏彦（1973 - 1976）
- 小島善博（1991 - 1998）
- 小鶴誠（1948）
- 後藤修（1955）
- 後藤和昭（1976）
- 後藤順治郎（1950 - 1951）
- 後藤武晴（1960 - 1963）
- 小林一夫（1973）
- 駒居鉄平（2001 - 2008）
- 小牧雄一（1991 - 2000）
- 小松崎善久（1990）
- 小谷野栄一（2003 - 2014）
- 是久幸彦（1962 - 1967）
- 紺田敏正（2005 - 2010・2012）
- 近藤健介（2012 - 2022）
- 権藤正利（1964）

### さ行
さ
- 西園寺昭夫（1957 - 1966）
- 斎田斉（1954 - 1957）
- 齋藤綱記（2023 - 2023途）
- 齊藤伸治（2021 - 2024）
- 斎藤宏（1950 - 1955）
- 斉藤浩行（1991 - 1992）
- 齊藤勝（2011 - 2015）
- 斉藤貢（2001）
- 斉藤満（1984 - 1985）
- 斎藤祐一（1955 - 1957）
- 斎藤佑樹（2011 - 2021）
- 佐伯和司（1977 - 1980）
- 嵯峨健四郎（1960 - 1967・1969）
- 坂井勝二（1976）
- 堺崇展（1960 - 1964）
- 酒井光次郎（1990 - 1996）
- 坂神隆広（1977 - 1980）
- 榊原良行（1982 - 1984）
- 榊原諒（2009 - 2013）
- 坂口千仙（1991 - 1993）
- 坂崎一彦（1965 - 1967）
- 坂巻明（1977 - 1987）
- 坂本勉（1991 - 1993）
- 阪本敏三（1972 - 1975）
- 坂元弥太郎（2008 - 2009）
- 佐川潔（1994 - 1995）
- 作田栄和（1982 - 1987）
- 作道烝（1964途 - 1973）
- 佐久間博千（1996 - 1997）
- 桜井憲（1967 - 1974）
- 櫻井幸博（1995 - 2005）
- 佐々木貴賀（2000 - 2006）
- 佐々木誠吾（1972）
- 佐々木剛（1972）
- 佐々木正行（1984 - 1987）
- 笹原恵通郎（1954）
- 定岡徹久（1988途 - 1990）
- 佐藤賢治（2010途 - 2015）
- 佐藤祥万（2014）
- 佐藤誠一（1983 - 1994）
- 佐藤文彦（1981 - 1990）
- 佐藤正尭（2015）
- 佐藤吉宏（2002 - 2009）
- 佐藤龍世（2021途 - 2022）
- 實松一成（1999 - 2006途・2018 - 2019）
- 佐野浩一（1979 - 1982）
- 佐野嘉幸（1962 - 1971）
- 猿渡寛茂（1970 - 1977）
- スコット・サンダース（2001）

し
- 椎正年（1969 - 1971）
- クリス・シールバック（2002 - 2003）
- ジェスター（1975）
- 塩瀬盛道（1950）
- 塩谷治（1970 - 1971）
- 芝正（1981 - 1987）
- 芝草宇宙（1988 - 2005）
- 柴田晃（1962 - 1965）
- 柴田佳主也（2002）
- 柴田繁雄（1946 - 1947）
- 柴田保光（1984 - 1994）
- 渋谷通（1975 - 1980）
- 渋谷幸春（1976）
- ドン・ジマー（1966）
- 島崎毅（1992 - 1998）
- 島田一輝（1995 - 2005）
- 島田直也（1988 - 1991）
- 嶋田信敏（1979 - 1994）
- 島田誠（1977 - 1990）
- 島田雄二（1957 - 1965）
- 島津佳一（1974 - 1976）
- 清水章夫（1998 - 2007途）
- 清水喜一郎（1946 - 1947）
- 清水信明（1981 - 1990）
- 清水賢（1961 - 1962）
- 下田充利（1977 - 1981）
- 下柳剛（1996 - 2002）
- リック・シュー（1993 - 1994）
- エリック・シュールストロム（1998 - 1999）
- 正田樹（2000 - 2007途）
- ミッチ・ジョーンズ（2007途 - 2008途）
- 白井一幸（1984 - 1995）
- 白井仁（1976）
- 白井康勝（1988 - 1996）
- 白木義一郎（1946 - 1951）
- 城石憲之（1995 - 1998途）
- SHINJO（2004 - 2006）
- 新谷博（2000 - 2001）
- 新谷祐二（1976 - 1977）
- 新銅次男（1972）
- 新屋晃（1973 - 1978）

す
- ブライアン・スウィーニー（2007 - 2009）
- 末永吉幸（1968 - 1975）
- 末松英二（1956 - 1959）
- 菅野光夫（1975 - 1985）
- 杉浦隆作（1950）
- 杉田久雄（1971 - 1977）
- 杉谷拳士（2009 - 2022）
- 杉山知隆（1978 - 1981）
- 杉山英夫（1950）
- ボビー・スケールズ（2011途 - 終了）
- 鈴木圭一郎（1946 - 1956）
- 鈴木健矢（2020 - 2024）
- 鈴木清一（1946 - 1947）
- 鈴木孝幸（1987）
- 鈴木望（1996 - 1998）
- 鈴木悳夫（1963 - 1971）
- 鈴木慶裕（1989 - 1996）
- 鈴木遼太郎（2018 - 2021）
- スタンレー橋本（1957 - 1960）
- アンドリュー・スティーブンソン（2024 - 2024途）
- 須永英輝（2004 - 2010・2015途 - 2016）
- 角盈男（1989途 - 1991）
- 住友秀雄（1969）
- 住吉義則（1991 - 1995）
- 須本憲一（1950 - 1951）
- ターメル・スレッジ（2008 - 2009・2012）

せ
- 清家忠太郎（1947 - 1948）
- 瀬川隼郎（2015 - 2017）
- 関口雄大（2010 - 2012）
- 関根裕之（1994 - 2004）
- フェルナンド・セギノール（2004途 - 2007）
- 瀬島了（1990 - 1993）
- 後原富（1968 - 1970）
- 千藤三樹男（1972 - 1981）

そ
- 曽田康二（1988）
- 曽利田勝二（1980）
- トニー・ソレイタ（1980 - 1983）

### た行
た
- ダースローマシュ匡（2007 - 2011）
- 平良吉照（1988 - 1990）
- 高木公男（1954 - 1961）
- 高木豊（1994）
- 高口隆行（2006 - 2010）
- 高島昭夫（1964 - 1968）
- 高島正義（1960 - 1966）
- 高代延博（1979 - 1988）
- 高田重信（1958 - 1959）
- 高田博久（1986 - 1990）
- 高梨裕稔（2014 - 2018）
- 高野一彦（1958 - 1963）
- 高野慎哉（1992 - 1993）
- 高野力夫（1947）
- 高橋一三（1976 - 1983）
- 高橋功一（1984 - 1988）
- 高橋里志（1981 - 1984）
- 髙橋信二（1997 - 2011途）
- 高橋直樹（1968 - 1980）
- 高橋憲幸（1997 - 2005）
- 高橋博士（1972 - 1976）
- 高橋正巳（1980 - 1985）
- 高橋善正（1967 - 1972）
- 髙濱祐仁（2015 - 2022）
- 高林哲夫（1950）
- 高原栄一（1970 - 1971）
- 高山優希（2017 - 2022）
- 高良一輝（2017 - 2018）
- 滝口光則（1989）
- 滝沢一博（1955）
- 滝田政治（1948）
- 田口昌徳（1993 - 2002途）
- 竹内昌也（2000途 - 2001）
- 竹口幸紀（1974 - 1975）
- 武田一浩（1988 - 1995）
- 武田久（2003 - 2017）
- 武田勝（2006 - 2016）
- 多田野数人（2008 - 2014）
- 多田羅敏彦（1961 - 1964）
- 立田将太（2015 - 2019）
- 伊達昌司（2003 - 2005途）
- 立石尚行（1999 - 2007）
- ラモン・タティス（2000途 - 終了）
- 立野和明（2020 - 2023）
- 建山義紀（1999 - 2010）
- 田中瑛斗（2018 - 2024）
- 田中和男（1961 - 1962）
- 田中賢介（2000 - 2012・2015 - 2019）
- 田中聡（2001 - 2002）
- 田中富生（1983 - 1987）
- 田中豊樹（2016 - 2019）
- 田中成豪（1948）
- 田中平八郎（1955 - 1956）
- 田中学（1984 - 1988）
- 田中調（1963 - 1970）
- 田中実（1986 - 1993）
- 田中幸雄（投手）（1982 - 1989）
- 田中幸雄（内野手）（1986 - 2007）
- 田名部嘉悦（1956）
- 谷義夫（1948）
- 谷川昌希（2021途 - 2022）
- 谷口雄也（2011 - 2021）
- 谷元圭介（2009 - 2017途）
- 谷山高明（1977 - 1979）
- 種田訓久（1955 - 1956）
- 種茂雅之（1961途 - 1971）
- 田吹昭博（1990 - 1999）
- 田村友美（1954 - 1958）
- 田村藤夫（1978 - 1995）
- 樽井清一（1950 - 1957）
- 樽井信章（1953）
- ダルビッシュ有（2005 - 2011）

ち
- 千頭久米夫（1953途 - 1954）
- 仲元寺政昭（1975）
- 長南恒夫（1962 - 1969）

つ
- 塚本悦郎（1957 - 1960）
- 塚本博睦（1949）
- 辻孝（1958 - 1960）
- 辻正孝（1972途 - 1973）
- 津末英明（1981 - 1988）
- 津田大樹（2008 - 2009）
- 蔦文也（1950）
- 土屋健二（2009 - 2012）
- 筒井敬三（1958）
- 筒井孝（1987 - 1991）
- 常見茂（1950）
- 常見忠（1949 - 1950）
- 常見昇（1949 - 1955）
- 津野浩（1984 - 1991）
- 角田満（1987 - 1991）
- 坪井智哉（2003 - 2010）
- 津村潔（1983 - 1985）
- 鶴岡慎也（2003 - 2013・2018 - 2021）
- 鶴崎茂樹（1980 - 1981）

て
- フェリックス・ディアス（2006）
- ブライアン・デイエット（1988 - 1991）
- 出沢政雄（1947）
- ロブ・デューシー（1995 - 1996）
- 寺川昭二（1950 - 1956）
- 寺島達（1955 - 1957）
- 寺田陽介（1964）
- 寺田雷太（1950）

と
- 土井垣武（1954 - 1955）
- 東泉東二（1951 - 1953）
- ジャスティン・トーマス（2013途 - 終了）
- ブラッド・トーマス（2005途 - 2006）
- 渡海昇二（1964）
- 富樫和大（2002 - 2004）
- 富樫弘之（1956）
- 戸川一郎（1959）
- 徳田吉成（1992 - 1999）
- トニー（1995 - 1996）
- 土橋正幸（1955 - 1967）
- 富田勝（1976 - 1980）
- 富永格郎（1956 - 1965）
- 豊島明好（2008 - 2010）
- ヤディル・ドレイク（2017途 - 終了）
- マイケル・トンキン（2018）

### な行
な
- 名洗将之（1987 - 1991）
- ブランドン・ナイト（2005）
- 中川原了（1958）
- 長沢正二（1952 - 1954）
- 長島甲子男（1948）
- 中嶋聡（2004 - 2015）
- 中島輝士（1989 - 1995）
- 長瀬正弘（1980 - 1984）
- 中田翔（2008 - 2021途）
- 長冨浩志（1995 - 1997）
- 中西弘明（1982 - 1986）
- 中西有希人（1996 - 2000）
- 中野隆夫（1957 - 1958）
- 中野晴彦（1975 - 1982）
- 中原勇（1970 - 1977）
- 中原一三（1955 - 1956）
- 中原朝日（1982 - 1987）
- 中原全敏（1969 - 1980）
- 永淵洋三（1976 - 1979）
- 仲光秀記（1992 - 1993）
- 中村国昭（1978 - 1979）
- 中村武義（1976 - 1979）
- 中村勝（2010 - 2019）
- 中村稔（1982 - 1986）
- 中村泰広（2008）
- 中村豊（1996 - 2002）
- 中村渉（2005 - 2007）
- 長持栄吉（1946 - 1949）
- 長持健一（1969）
- 永易将之（1962 - 1967）
- 中山大輔（1990 - 1992）
- 中山信博（1976 - 1980）
- 中山光久（1994 - 2001）
- 鍋島鉱次郎（1950 - 1951）
- 鍋屋道桜（1989）
- 奈良原浩（1998 - 2006途）
- 成田文男（1980 - 1982）
- 難波幸治（1989 - 1992）
- 難波侑平（2018 - 2022）

に
- 新倉啓介（1951途 - 1952）
- 新美敏（1973 - 1976）
- 二岡智宏（2009 - 2013）
- 西俊児（1996 - 2000）
- 西井敏次（1977 - 1982）
- 西浦克拓（1993 - 2005）
- 西江一郎（1955 - 1956）
- 西川遥輝（2011 - 2021）
- 西崎幸広（1987 - 1997）
- 西田亨（1958 - 1959）
- 西村天裕（2018 - 2023途）
- 西村基史（1985 - 1995）
- 西本和美（1985途 - 1986）
- 二宮忠士（1968 - 1971）

ぬ
- 貫井丞治（1946）
- レナート・ヌニエス（2022）
- 沼田浩（1996 - 2000）

ね
- 根津弘司（1946）
- 根本賢治（1950）
- 根本朋久（2011 - 2014）
- 根本学（1973）
- 根本隆輝（1992 - 2000途）

の
- 野口寿浩（1998途 - 2002）
- 野口正明（1948）
- 野崎泰一（1951）
- 野中信吾（2002 - 2003）
- 野村収（1974 - 1977）
- 野村克彦（1982 - 1983）
- 野村清（1946）
- 野村貴仁（2003途 - 終了）
- 野村浩（1952 - 1955）
- 野村裕二（1984 - 1991）

### は行
は
- アンソニー・バース（2016）
- ジョニー・バーベイト（2019）
- ジェレミー・ハーミッダ（2015）
- バール（1974途 - 途）※シーズン中に無断帰国し、無期失格処分。
- バウアー（1961）
- 萩原淳（2007途 - 終了）
- 萩原千秋（1961 - 1971）
- 萩原幹雄（1950）
- 白仁天（1962 - 1974）
- 白村明弘（2014 - 2020）
- 橋上秀樹（1997 - 1999）
- 橋詰文男（1960 - 1965）
- 橋本義隆（2005 - 2007）
- 長谷川威展（2022 - 2023）
- 長谷川達栄（1983 - 1985）
- 長谷川凌汰（2020 - 2022）
- 秦真司（1999）
- マイク・パターソン（1985）
- パット・パットナム（1986 - 1987）
- 服部敏和（1976 - 1982）
- 英謙次（1954 - 1956）
- 花増幸二（1978 - 1980）
- 浜口春好（1966 - 1967）
- 浜田宏（1950）
- 浜田義雄（1948 - 1958）
- 早川和夫（1985 - 1989）
- 林健造（1973）
- 林茂（1956 - 1958）
- 林孝哉（2002途 - 2004）
- 林昌範（2009 - 2011）
- 林田堅吾（1997 - 1998）
- 隼人（2001 - 2004途）
- 速水隆成（2022）
- 原利忠（1955 - 1957）
- 原田清（1949 - 1956）
- 原田健二（1998 - 2001）
- 原田政彦（2001途 - 2002）
- 張本勲（1959 - 1975）
- 伴勇資（1953）
- ジャスティン・ハンコック（2019）
- アレン・ハンソン（2023途 - 終了）

ひ
- 東田正義（1975）
- 東谷夏樹（1956 - 1958）
- 樋口龍之介（2020 - 2022）
- 日里正義（1998 - 2000）
- 久本忠治（1960 - 1963）
- 菱川章（1973）
- 日高晶彦（1971 - 1977）
- 一言多十（1946 - 1948）
- ルイス・ヒメネス（2009途 - 途）
- 姫野優也（2016 - 2023）
- 緋本祥男（1961 - 1964）
- クリスチャン・ビヤヌエバ（2020）
- 平井興（1949）
- 平沼翔太（2016 - 2021途）
- 平松省二（1996 - 2000）
- 広瀬哲朗（1986 - 1998）
- 広野准一（1987 - 1991）

ふ
- 深見安博（1952途 - 1953）
- 福岡常男（1955 - 1957）
- 福島郁夫（1955 - 1960）
- 福島重男（1982 - 1984）
- 福島秀喜（1976 - 1978）
- 福田光輝（2023 - 2024）
- 福本万一郎（1973）
- 藤井秀悟（2008 - 2009）
- 藤池昇（1973 - 1974）
- 藤王康晴（1990 - 1992）
- 藤岡貴裕（2018途 - 2019途）
- 藤岡寛生（1993 - 1995）
- 藤岡好明（2014 - 2016途）
- 藤崎大輔（2000 - 2002）
- 藤島誠剛（1988 - 2004）
- 藤野隆司（1960 - 1965）
- 藤村宣人（1989 - 1991）
- 藤原克巳（1976 - 1977）
- 藤原鉄之助（1948）
- 藤原真（1972 - 1976）
- 藤原仁（1988）
- 毒島章一（1954 - 1971）
- 二村忠美（1983 - 1990途・1993）
- 船田政雄（1971 - 1975）
- 舟山恭史（1990 - 1996）
- 船渡光政（1963 - 1968）
- マイカ・フランクリン（1999 - 2000途）
- マーシャル・ブラント（1984 - 1985）
- バーナード・ブリトー（1995途 - 1996）
- パット・フリューリー（2002）
- トニー・ブリューワ（1986 - 1990）
- 古川侑利（2022）
- 古城茂幸（1998 - 2006途）
- ジェリー・ブルックス（1997 - 1998）
- 古溝克之（1999）
- 古屋英夫（1978 - 1990）

へ
- ビル・ベイス（1991 - 1992）
- 別所誠司（1979）

ほ
- 宝山省二（1953途 - 1954）
- 保坂英二（1972 - 1978）
- 星野八千穂（2006 - 2009）
- ホセ中村（1957）
- ジェイソン・ボッツ（2008途 - 2009）
- マイカ・ホフパワー（2011 - 2013）
- コディ・ポンセ（2022 - 2023）
- 本間立彦（1983 - 1987）

### ま行
ま
- マイク・マーシャル（1992）
- クリス・マーティン（2016 - 2017）
- パトリック・マーフィー（2024）
- ジェームス・マーベル（2023途 - 終了）
- MICHEAL（2005 - 2008）
- 前川忠男（1957 - 1958）
- 真栄喜正和（1991 - 1995）
- 牧野伸（1956 - 1961）
- ホセ・マシーアス（2006）
- 間柴茂有（1978 - 1988）
- 増井浩俊（2010 - 2017）
- 増渕竜義（2014途 - 2015）
- 増本一郎（1953 - 1958）
- 間瀬一雄（1953）
- 松浦宏明（1985 - 1995途）
- 松岡雅俊（1956 - 1961）
- 松家卓弘（2010 - 2012）
- ティム・マッキントッシュ（1995 - 1995途）
- 松坂健太（2011）
- 松田慎司（1993 - 1995）
- 松谷栄司（1963 - 1967）
- 松永英一（1946）
- 松葉昇（1952）
- 松村正晴（1968 - 1971）
- 松本俊一（1959 - 1969）
- 松本信二（1980 - 1983）
- 松本忠繁（1952 - 1953）
- 松本太（1947途 - 終了）
- 松山和吉（1984 - 1989）
- 松山博隆（1950）
- 松山傑（2008 - 2009）
- ニック・マルティネス（2018 - 2020）
- 丸山公巳（1959 - 1967）

み
- 三浦政基（1973 - 1977）
- 三木茂（1979 - 1983）
- 三木肇（2008）
- 三沢今朝治（1963 - 1974）
- 三沢淳（1985 - 1986）
- 水上靜哉（1954 - 1958）
- 水越敏郎（1960 - 1961）
- 水沢正浩（1986 - 1991）
- 水野貞夫（1955 - 1960）
- 三住晨文（1954 - 1955）
- 溝上治一（1950）
- ボビー・ミッチェル（1976途 - 1979）
- 皆川定之（1948 - 1952）
- 皆川康夫（1971 - 1976）
- 南菊一（1952）
- 南竜次（1991 - 1997）
- 南出仁（1987 - 1989）
- 箕田卓哉（1996）
- 簑原宏（1955 - 1956）
- 見乗敏茂（1957）
- 三船正俊（1955）
- 三村勲（1948）
- 宮川晃（1990 - 1995）
- 宮崎昭二（1962 - 1974）
- 宮沢澄也（1951 - 1957）
- 宮下義雄（1946 - 1947）
- 宮田輝星（2020 - 2022）
- 宮台康平（2018 - 2020）
- 宮原務本（1961 - 1969）
- 宮本賢（2007 - 2012）
- 宮本孝男（1969 - 1972）
- 宮本幸信（1977 - 1979）
- 宮本好宣（1976 - 1981）
- カルロス・ミラバル（2000 - 2005途）
- ホアン・ミランダ（2014）

む
- 武藤潤一郎（2002 - 2003）
- ビリー・ムニョス（1997）
- 村井英司（1974 - 1983）
- 村上真哉（1997 - 1998）
- 村上雅則（1976 - 1982）
- 村田和哉（2008 - 2014）
- 村田透（2017 - 2021）
- 村西辰彦（2002）

め
- コナー・メネズ（2022途 - 2023途）
- ルイス・メンドーサ（2014 - 2017途）

も
- ブッバ・モートン（1970）
- 望月大希（2020 - 2022）
- 本西厚博（1999）
- 森弘太郎（1949）
- 森章剛（2006）
- 森範行（1985 - 1996）
- 森稔（1959 - 1961）
- 森内壽春（2012 - 2015）
- 森園孝一（1971）
- 森中通晴（1972 - 1974）
- 森本智（1991 - 1992）
- 森本龍弥（2013 - 2019）
- 森本稀哲（1999 - 2010）
- 森安敏明（1966 - 1970途）
- 森山恵佑（2017 - 2019）
- ダスティン・モルケン（2012途 - 2013途）

### や行
や
- 八重沢憲一（1970 - 1975）
- 屋宜照悟（2013 - 2017途）
- 八木智哉（2006 - 2012）
- 保井浩一（1950 - 1951）
- 安田秀之（1996 - 1997）
- 安田昌雄（1955）
- 谷内亮太（2019 - 2023）
- 八名信夫（1956 - 1958）
- 柳原隆弘（1989）
- 矢貫俊之（2009 - 2015途）
- 矢野謙次（2015途 - 2018）
- 矢野諭（1997 - 2006）
- 矢作公一（1989 - 1992）
- 山蔭徳法（1985 - 1987）
- 山県富人（1950）
- 山口勲（1960）
- 山口弘佑（2002 - 2004）
- 山口晋（1993 - 1996）
- 山崎章弘（1990 - 1991）
- 山崎克巳（1950）
- 山崎武昭（1965 - 1974）
- 山崎正之（1965 - 1966）
- 山地隆（2001 - 2002）
- 山下和彦（1995 - 1998）
- 山下司（1977）
- 山田勝彦（2003 - 2005）
- 山田憲（2002 - 2004）
- 山田利昭（1957 - 1958）
- 山田遥楓（2023）
- 山田隆三郎（1957）
- 山中潔（1992 - 1994）
- 山原和敏（1993 - 2001）
- 山村博一（1954 - 1955）
- 山本勲（1960 - 1961）
- 山本一徳（2007 - 2010）
- 山本桂（1978 - 1985途）
- 山本光一（1952）
- 山本恒敬（1961 - 1972）
- 山本八郎（1956 - 1962）
- 山本久夫（1961 - 1963）
- 山本義司（1958 - 1966）

ゆ
- サム・ユーイング（1979 - 1980途）
- 行沢久隆（1976 - 1979途）

よ
- 陽岱鋼（2006 - 2016）
- 横尾俊建（2016 - 2021途）
- 横尾弘氏（1959 - 1960）
- 横倉豊（1980 - 1981）
- 横沢七郎（1946 - 1947）
- 横田博（1950）
- 横山晴久（1972 - 1976）
- 横山道哉（2004 - 2006）
- 吉江英四郎（1948 - 1949）
- 吉岡悟（1979途 - 1981）
- 吉川光夫（2007 - 2016・2019途 - 2020）
- 吉崎勝（2000 - 2006）
- 吉田勝豊（1957 - 1964）
- 吉田輝星（2019 - 2023）
- 吉田定敬（1962 - 1968）
- 吉田誠（1968 - 1974）
- 吉田正昭（1962 - 1967）
- 吉田侑樹（2016 - 2020）
- 吉武正成（1975 - 1977）
- 与田剛士（1998 - 1999）
- 米川泰夫（1949 - 1958）
- 米野智人（2016）

### ら行
ら
- ノーム・ラーカー（1965 - 1966）
- ミッチ・ライブリー（2015途 - 終了）
- ジャック・ラドラ（1958 - 1964）

り
- コリー・リー（2005途 - 2006）
- 龍憲一（1960 - 1961）

る
- ライアン・ループ（2004）

れ
- ブランドン・レアード（2015 - 2018）
- テリー・レイ（1974途 - 1975）
- ジム・レドモン（1973途 - 終了）

ろ
- ジーン・ロックレア（1978）
- ブライアン・ロドリゲス（2018 - 2024）
- ロニー・ロドリゲス（2021）

### わ
- 若竹竜士（2012途 - 2013）
- 若菜嘉晴（1989途 - 1991）
- 和田博盛（1980 - 1984）
- 渡辺賢二（1961 - 1962）
- 渡邉孝男（2003 - 2004）
- 渡辺秀武（1973 - 1975）
- 渡辺浩司（1982 - 1997）
- 渡辺弘（1986 - 1990）
- 渡部龍一（2004 - 2011）
- 渡邉諒（2014 - 2022）
- 王柏融（2019 - 2023）

## 歴代監督
- 横沢三郎（1946）
- 苅田久徳（1947 - 1948）
- 井野川利春（1949・1952 - 1954）
- 安藤忍（1950 - 1951）
- 保井浩一（1955）
- 岩本義行（1956 - 1960）
- 水原茂（1961 - 1967）
- 大下弘（1968）
- 松木謙治郎（1969 - 1970途）
- 田宮謙次郎（1970途 - 1973途）
- 土橋正幸（1973途 - 終了・1992）
- 中西太（1974 - 1975）
- 大沢啓二（1976 - 1983・1984途 - 終了・1993 - 1994）
- 植村義信（1984 - 1984途）
- 高田繁（1985 - 1988）
- 近藤貞雄（1989 - 1991）
- 上田利治（1995 - 1999）
- 大島康徳（2000 - 2002）
- トレイ・ヒルマン（2003 - 2007）
- 梨田昌孝（2008 - 2011）
- 栗山英樹（2012 - 2021）
- 新庄剛志（2022 - ）

監督代行
- 皆川定之（1948）※苅田の退任に伴う。
- 保井浩一（1960）※岩本の退任に伴う。
- 飯島滋弥（1968）※大下の退任に伴う。
- 神谷定男（1969）※松木の病気療養（急性胃炎）に伴う。
- 矢頭高雄（1984）※植村の退任に伴う。
- 住友平（1996・1999）※1996年は上田の休養（「家庭の事情」による）、1999年は上田の出場停止に伴う。
- 高代延博（2002）※大島の出場停止に伴う。
- 白井一幸（2005）※ヒルマンの一時帰国（母親の危篤）に伴う。
- 山田勝彦（2022）※新庄の病気療養（新型コロナ感染）に伴う。
- 木田優夫（2022）※代行・山田の病気療養（新型コロナ感染）に伴う。

## 永久欠番
- 100 - 大社義規（オーナー）

準永久欠番
- 11 - ダルビッシュ有（投手）、大谷翔平（投手・打者）
- 86 - 大沢啓二（監督）